# Ismail Xavier
Ismail Xavier (Curitiba, 9 de junho de 1947)  é teórico no campo de estudos cinematográficos e professor de cinema brasileiro, considerado um dos mais importantes pesquisadores da sua área.
Publicou mais de 70 artigos em diferentes idiomas, tendo um verbete a ele dedicado no Dictionnaire de la pensée du cinéma (Paris: PUF,2012), organizado por Antoine de Baecque e Philippe Chevalier, aspectos que evidenciam a inserção internacional de seu pensamento. 

## Formação
Graduou-se, em 1970, em Comunicação social com habilitação em cinema, pela  Escola de Comunicações e Artes (ECA) da Universidade de São Paulo (USP). Ainda em 1970, também concluiu o curso de Engenharia Mecânica na Escola Politécnica da USP.
No ano de 1975 concluiu mestrado em Teoria literária e Literatura comparada, na Faculdade de Filosofia, Letras e Ciências Humanas da Universidade de São Paulo (FFLCH-USP), sob orientação de Paulo Emílio Salles Gomes, com a dissertação À procura da essência do cinema: o caminho da avant-garde e as iniciações brasileiras.
Doutor em 1980, orientado por Antonio Candido de Mello e Souza, também pela FFLCH-USP, defendendo a tese Narração contraditória: uma análise do estilo de Glauber Rocha, 1962-1964.
Em 1982, orientado por Annette Michelson, tornou-se PhD em Cinema studies, com a pesquisa de doutorado intitulada Allegories of underdevelopment: from the aesthetics of hunger to the aesthetcis of garbage, pela Universidade de Nova Iorque, Estados Unidos. Nesse trabalho já está presente a abordagem sobre a convivência entre duas noções de tempo: o tempo teleológico profético - seria o tempo do caminho da salvação -, e o tempo catastrófico do drama barroco, que é o tempo matriz da construção do conceito de alegoria em Walter Benjamin. Em 1986 concluiu pesquisa de pós-doutorado na mesma instituição.
Em 1993 publicou o livro Alegorias do subdesenvolvimento: cinema novo, tropicalismo, cinema marginal, que teve como matriz para sua criação a tese defendida junto à Universidade de Nova Iorque. 

## Estudos cinematográficos
Sua produção acadêmica prioriza a análise fílmica, empregada como recurso para compreender a sociedade e a história, o que delimita a originalidade de seu trabalho, o qual estabelece relações entre arte e política.   
A análise de filmes não era um trabalho que estava desenvolvido no Brasil quando Ismail Xavier lança-se nessa tarefa, lidando com o cinema moderno. Seu trabalho abriu caminhos para que fosse dada maior ênfase ao conhecimento detalhado dos filmes, abordagem que contrastava com práticas vigentes voltadas sobretudo ao acúmulo de dados sobre os filmes em detrimento do exame da obra em si. Para o pesquisador, seu trabalho buscava demonstrar o valor estético do cinema moderno brasileiro - em particular de Glauber Rocha. Isso somente seria possível a partir da realização de estudos sistemáticos articulando análise estilística e interpretação. Assim, Ismail Xavier desenvolveu um trabalho em que buscou mostrar qual cinema cada cineasta inventou e as implicações de suas criações na esfera do sentido, bem como das relações entre cinema, história e política.
O discurso cinematográfico, de sua autoria, é considerada a primeira obra de autor brasileiro sobre teoria cinematográfica, no sentido rigoroso do termo. Sertão mar: Glauber Rocha e a estética da fome e Alegorias do subdesenvolvimento: cinema Novo, tropicalismo, cinema marginal são obras exemplares de seu método de trabalho, além de serem produções essenciais ao entendimento da cultura brasileira da década de 1960. Em sua extensa obra, vale destacar Sétima arte: um culto moderno, uma de suas primeiras publicações que aborda teorias de cinema de vanguardas artísticas dos anos 1910 e 1920 junto à discussão sobre o contexto brasileiro desse período, contribuindo aos estudos a respeito da modernidade, modernismo e cinema silencioso no Brasil.
Discípulo de Paulo Emílio Salles Gomes, seu orientador no mestrado, Ismail afirma considerá-lo
a maior referência, podemos dizer, da crítica no Brasil, poço de erudição, inteligência e sagacidade política. Um privilégio tê-lo como orientador e amigo.
Para ele, a política era matriz essencial das preocupações de Paulo Emílio Salles Gomes, portanto, o contato direto com seu orientador tinha uma dimensão política bastante evidente, a qual participou dos contornos de sua formação. Antonio Candido também foi mestre de Ismail Xavier, orientando-o no doutorado, exercendo grande influência em sua formação e produção. Logo, o pesquisador considera que os cursos que fez com Antonio Candido configuram a maior referência ao seu trabalho de análise, marcando profundamente sua formação.

## Carreira
É professor no Departamento de Cinema Rádio e Televisão da ECA-USP, desde 1971, contribuindo à formação de várias gerações de pesquisadores e estudiosos dos mais diversos temas na área do Cinema.
Nos anos de 1995, 1998 e 1999, foi professor visitante na Universidade de Nova Iorque, na Universidade de Iowa e na Université Paris III - Sorbonne Nouvelle respectivamente.
Depois atuou como professor visitante na Universidade de Chicago, Estados Unidos, em 2008, na Universidade Nacional de La Plata, Argentina, no ano de 2009, e na Universidad de Buenos Aires (UBA), Argentina, em 2011.
No período de julho de 2007 a junho de 2010, foi membro do Comitê Assessor do CNPq, assessorando no processo de julgamento de pedidos de bolsa e auxílios ao CNPq.
Participou da coordenação da Coleção Cinema, Teatro e Modernidade, livros editados pela Cosac Naify, e foi responsável pela reformulação da Revista Filme Cultura, do Ministério da Cultura. Além disso, já foi membro do conselho consultivo da Cinemateca Brasileira.
Faz parte do conselho editorial das seguintes revistas:
- Novos Estudos CEBRAP (CEBRAP)[14]
- Literatura e Sociedade (USP)[15]
- Olhar (UFSCar)[5]
- Revista Alceu (PUC-Rio)[16]
- Revista Devires - Cinema e Humanidades (UFMG)[17]
- MATRIZes (USP)[18]
- Screen (Londres)[5]
- Galáxia. Revista do Programa de Pós-Graduação em Comunicação e Semiótica (PUC/SP)[19]

## Livros publicados
- 2004: Nelson Rodrigues e o Cinema - em parceria com Eugenio Puppo (Centro Cultural Banco do Brasil)[5]
- 2003: O olhar e a cena: Hollywood, melodrama, cinema novo, Nelson Rodrigues ISBN 9788575032312 (Editora Cosac & Naify)
- 2001: O cinema brasileiro moderno ISBN 8521903952 (Editora Paz e Terra)[6]
- 1997: Allegories of underdevelopment: aesthetics and politics in brazilian modern cinema ISBN 0816626766 (University of Minnesota Press)[6]
- 1996: O cinema no século ISBN 8531205271 (organização) (Imago Editora)[6]
- 1993: Alegorias do subdesenvolvimento - cinema novo, tropicalismo, cinema marginal ISBN 8511220291 (Editora Brasiliense)[6]
- 1985: O desafio do cinema ISBN 8585061332 (em colaboração com Jean-Claude Bernardet e Miguel Pereira, (Editora Jorge Zahar)[6]
- 1984: D.W.Griffith, o nascimento de um cinema (Editora Brasiliense)[6]
- 1983: A experiência do cinema ISBN 8570380666 (organizador, Editora Graal)[6]
- 1983: Sertão Mar: Glauber Rocha e a estética da fome ISBN 9788575036372 (Editora Brasiliense)[6]
- 1978: Sétima arte: um culto moderno[20] (Editora Perspectiva)[6]
- 1977: O Discurso cinematográfico: a opacidade e a transparência ISBN 9875001201 (Editora Paz e Terra)[6]

## Prêmios e Honrarias
2017 - Professor Emérito, Escola de Comunicações e Artes  da Universidade de São Paulo.
2013 - Grande Prêmio do Cinema Brasileiro: Prêmio Especial de Preservação. Academia Brasileira de Cinema.
2012 - Ordem do Mérito Cultural (Classe Comendador), Ministério da Cultura.
2011 - Carte Blanche à Ismail Xavier - Journée d'études "L'allégorie au cinéma: entre l'histoire et la théorie", CRECI - Centre de Recherche en Esthétique du Cinéma et des Images -  Université de Sorbonne - Paris III
2009 - Prêmio Luiz Beltrão de Ciências da Comunicação, concedido pela Sociedade Brasileira de Estudos Interdisciplinares da Comunicação – INTERCOM. Categoria: Maturidade Acadêmica.
1978 - Prêmio Governador do Estado de São Paulo. Secretaria da Cultura do Estado de São Paulo.